# فرانسواز دورلیاک
فرانسواز دورلیاک (فرانسوی: Françoise Dorléac‎؛ ۲۱ مارس ۱۹۴۲ – ۲۶ ژوئن ۱۹۶۷) هنرپیشه اهل فرانسه بود. او خواهر بزرگتر کاترین دنو بود. از فیلم‌هایی که وی در آن نقش داشته است می‌توان به چنگیز خان، مغز بیلیون دلاری و بن‌بست اشاره کرد.